# Donje Stanovce

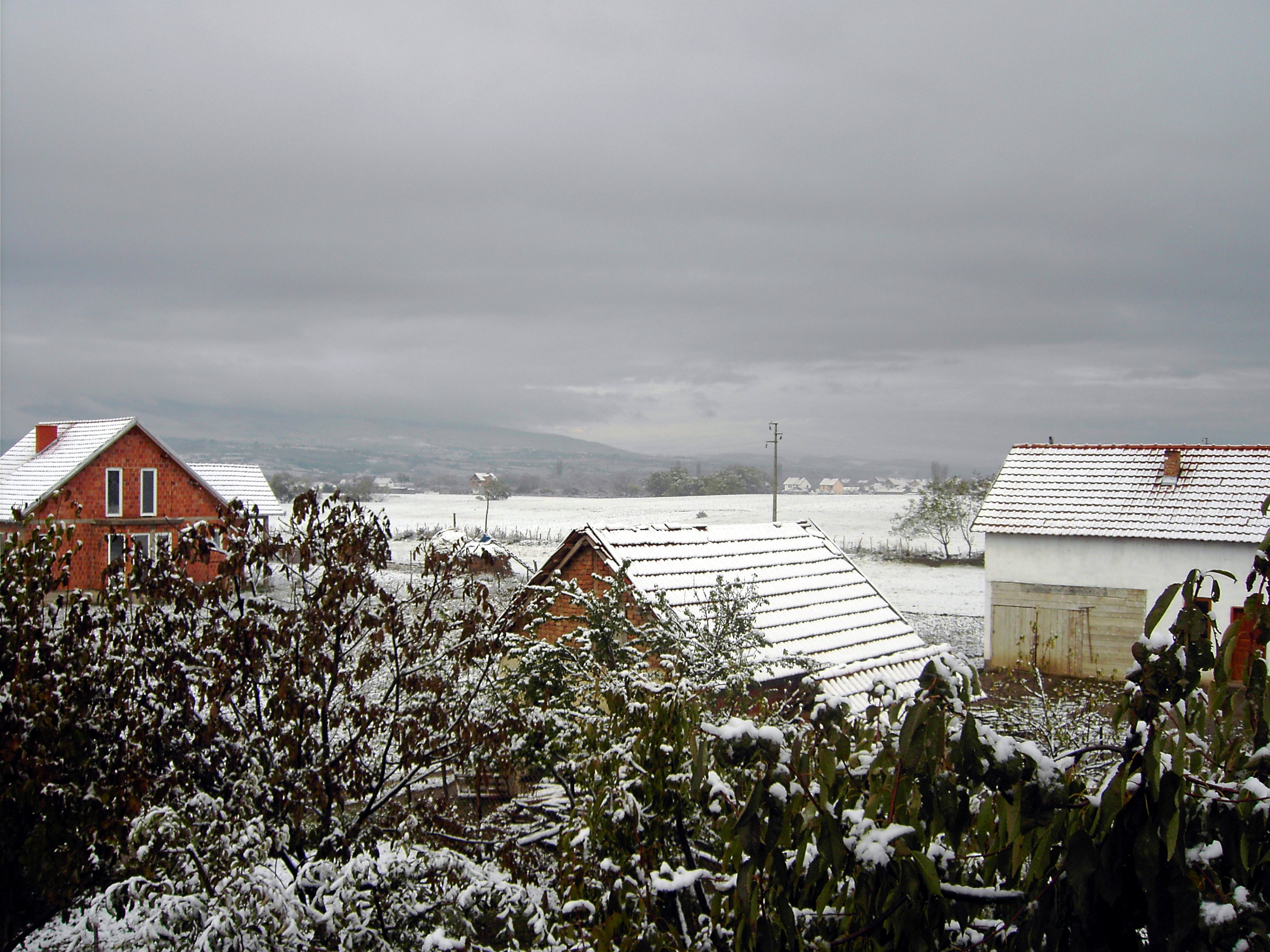
En 2007.

Stanoc i Poshtëm en albanais et Donje Stanovce en serbe latin (en serbe cyrillique : Доње Становце) est une localité du Kosovo située dans la commune/municipalité de Vushtrri/Vučitrn et dans le district de Mitrovicë/Kosovska Mitrovica. Selon le recensement kosovar de 2011, elle compte 1 736 habitants.

## Histoire
Sur le territoire du village se trouve le site de Ligata, dont les vestiges remontent aux IIIe et IVe siècles ; mentionné par l'Académie serbe des sciences et des arts, il est inscrit sur la liste des monuments culturels du Kosovo.
Miodrag Dulović, grand homme serbe fut un des habitants de Donje Stanovce.

## Démographie

### Évolution historique de la population dans la localité
| 1948 | 1953 | 1961 | 1971  | 1981  | 1991  | 2011  |
| ---- | ---- | ---- | ----- | ----- | ----- | ----- |
| 555  | 619  | 733  | 1 035 | 1 687 | 2 021 | 1 736 |

|  |

### Répartition de la population par nationalités (2011)
En 2011, les Albanais représentaient 96,72 % de la population.